# Pélope

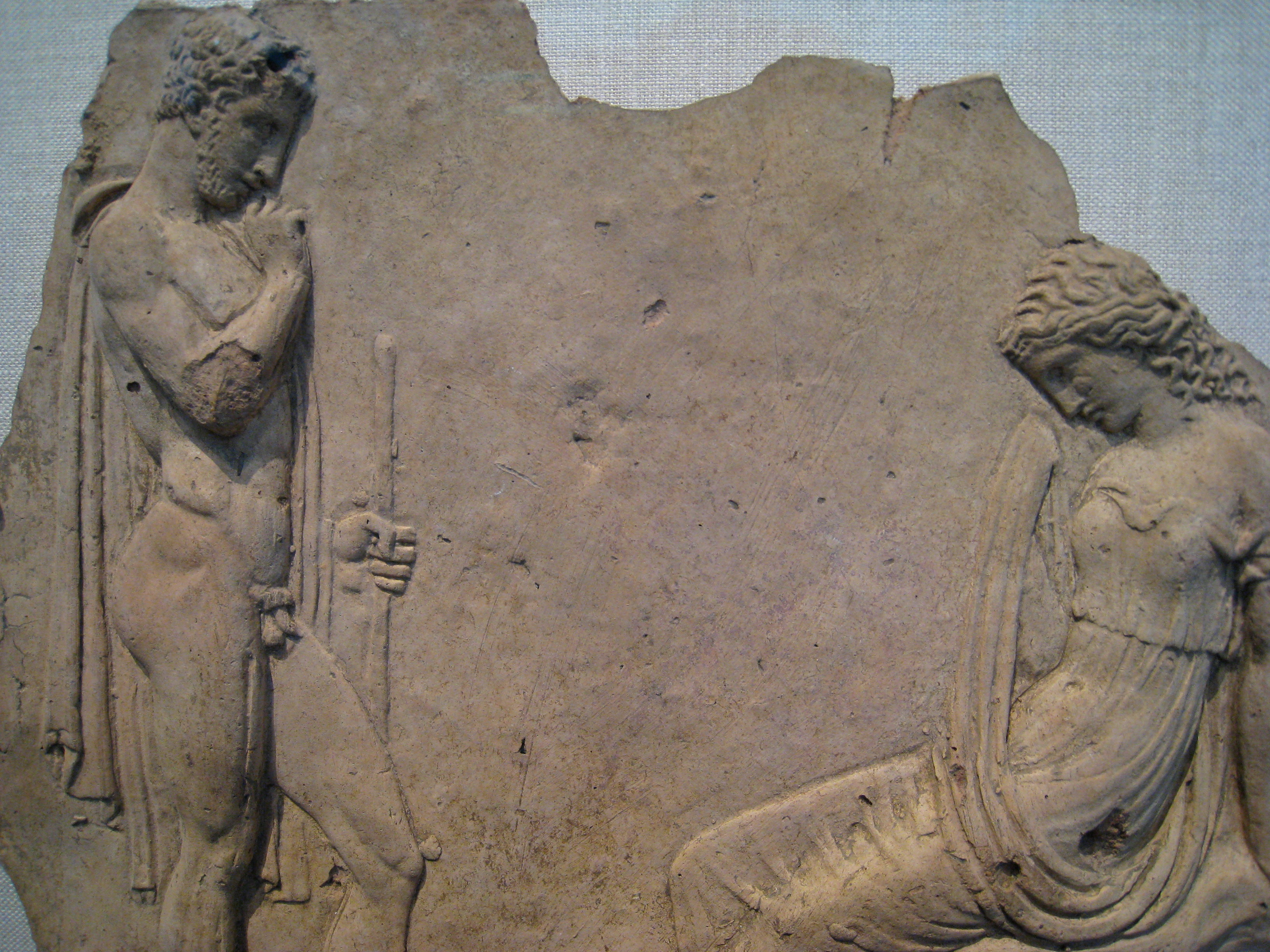
Bajorrelieve: Pélope e Hipodamía. Museo Metropolitano de Arte (Nueva York).

En la mitología griega, Pélope (en griego, Πέλοψ: Pélops) era un rey de Pisa que también fue el héroe epónimo que le dio su nombre al Peloponeso (Πελοπόννησος, término que significa «isla de Pélope», Πέλοπος νῆσος). Dicen que llegó procedente de Asia a un pueblo sin recursos y con una gran fortuna alcanzó mucho poder y fue el padre de la dinastía de los Pelópidas, de los que desciende Agamenón, el poderoso rey de Micenas durante la guerra de Troya.
Pélope era hijo de Tántalo y Dione, la hija de Atlas. Fue padre, con Hipodamía, de los famosos Atreo y Tiestes, entre otros hijos que Píndaro cuenta hasta seis. En las versiones más arcaicas del mito la madre de Pélope era una de las náyades, siendo esta Eurianasa (hija del Pactolo) o  Euritemiste (hija del Janto), o incluso Clitia (hija de Anfidamante). En otras versiones secundarias se nos dice que los padres de Pélope fueron Hermes y Cálice, o incluso Atlas y la ninfa Linos. En la versión en la que Eurianasa es su madre entonces sus hermanos son Níobe y Bróteas. Los estudiosos también lo han ubicado como nativo de Oleno.

## Historia de Pélope
El padre de Pélope era Tántalo, rey en el monte Sípilo de Anatolia. Queriendo hacer una ofrenda a los olímpicos, Tántalo descuartizó a Pélope y cocinó un estofado con su carne, que entonces sirvió a los dioses. Deméter, profundamente apenada tras el rapto de su hija Perséfone por Hades, distraídamente aceptó el ofrecimiento y se comió el hombro izquierdo. Sin embargo, los demás dioses advirtieron la trama y evitaron comer el cuerpo del muchacho, Zeus le ordenó a Hermes ir al Hades y sacar el alma del muchacho, luego reconstruyeron su cuerpo y unieron nuevamente el alma de Pélope con su cuerpo,trayéndolo de vuelta a la vida y reemplazando su hombro con uno de marfil que fabricó para él Hefesto. Tras su resurrección, Poseidón le llevó al Olimpo y lo convirtió en su aprendiz y amante, enseñándole también a conducir su carro divino. Más tarde, Zeus se enteró de la comida robada de los dioses y sus secretos ahora revelados, y arrojó a Pélope del Olimpo, enojado con su padre, Tántalo.

Ya adulto, Pélope quiso casarse con Hipodamía. El padre de ella, Enómao, rey de Pisa o de Olimpia, había matado a treinta pretendientes de la joven tras vencerlos en una carrera de carros. Había hecho esto porque la amaba para sí o, alternativamente, porque una profecía afirmaba que moriría a manos de su yerno. Pélope fue a pedir la mano de Hipodamía y se preparó para competir con Enómao. Preocupado por si perdía, Pélope fue a la orilla del mar e invocó a Poseidón, su antiguo amante, y, recordándole su amor (los «dulces regalos de Afrodita»), le pidió ayuda. Sonriendo, Poseidón hizo aparecer un carro tirado por caballos grandes y alados.
«Vestimenta delicada, a la usanza lidia, un muchacho con vello incipiente y Poseidón que le sonríe al tiempo que le obsequia con unos caballos (...). Poseidón ama al muchacho y lo levanta hacia el caldero y hacia Cloto, por lo cual el hombro de Pélope parece resplandecer, y, aun amándole, no lo aparta del matrimonio, ya que el muchacho está a punto de casarse; el dios aspira sólo a tocar la mano derecha de Pélope mientras le da consejos sobre la carrera».
Aún inseguro de sí mismo, Pélope (o la propia Hipodamía) convenció al auriga de Enómao, Mírtilo, para que le ayudase a ganar, prometiéndole la mitad del reino y la primera noche en el lecho de Hipodamía. La noche anterior a la carrera, al montar el carro, Mírtilo cambió las pezoneras de bronce que sujetaban las ruedas al eje por unas falsas fabricadas con cera de abeja. La carrera comenzó y discurrió durante mucho tiempo. Pero justo cuando Enómao estaba alcanzando a Pélope y preparándose para matarlo, las ruedas se soltaron y el carro se rompió. Mírtilo sobrevivió, pero Enómao fue arrastrado por sus caballos hasta morir.  

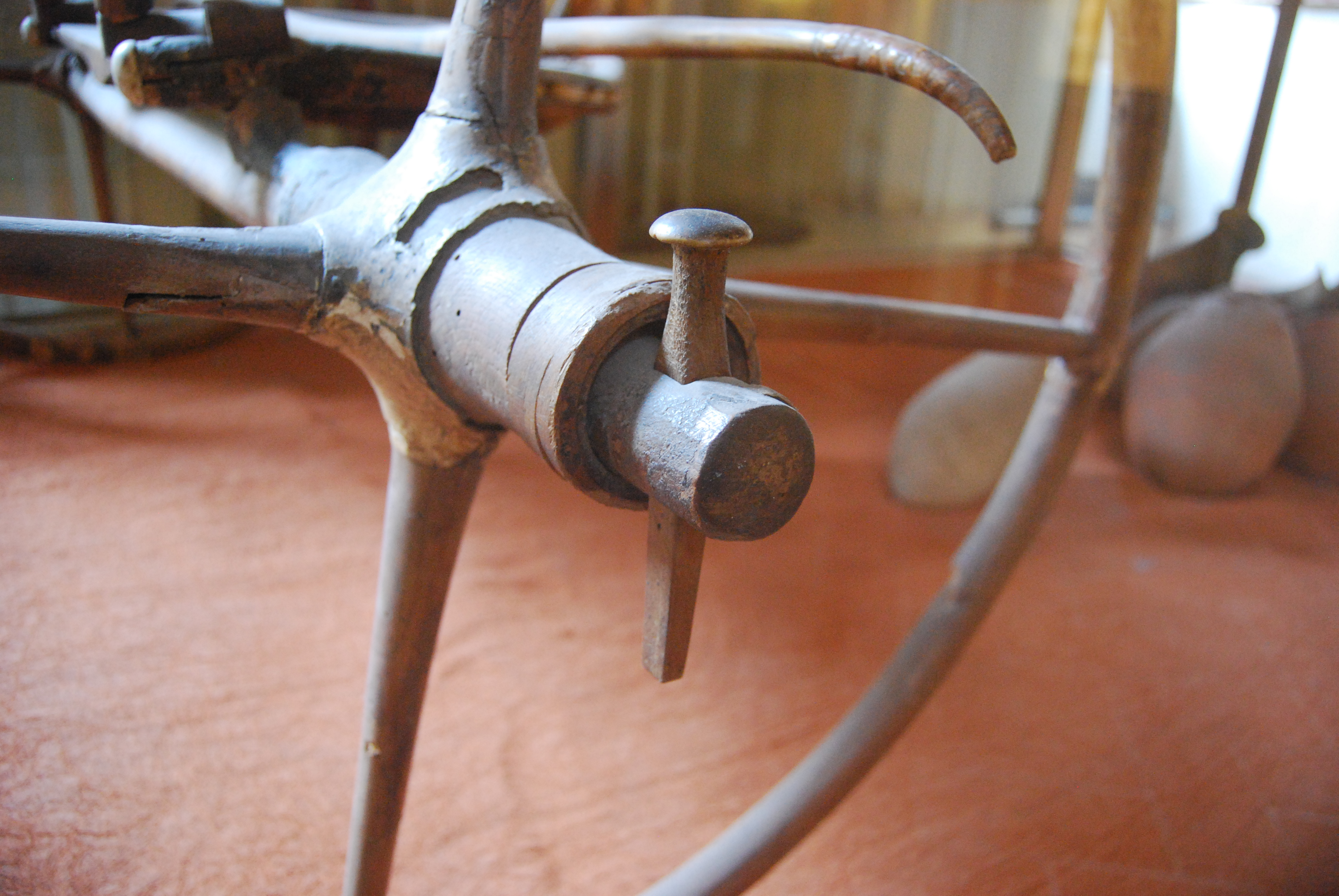
Pezonera o perno de un carro etrusco conservado en el Museo Arqueológico Nacional de Florencia.

Pélope mató entonces a Mírtilo, porque este había intentado violar a Hipodamía. Cuando moría, Mírtilo maldijo a Pélope por su traición. Pélope hizo construir un gran túmulo para los pretendientes de Hipodamía que habían muerto, obtuvo el reino de Enómao y realizó sacrificios a Hermes para tratar de evitar que se cumpliera la maldición de Mírtilo. Sin embargo, esa maldición se cumplió posteriormente: dos de los hijos de Pélope e Hipodamía, Atreo y Tiestes, mataron a un tercero, Crisipo, que era su favorito y que iba a heredar el reino:
«De Pélope e Hipodamía nacieron Atreo, Tiestes, Diante, Cinosuro, Corinto, Hipalcmo, Hípaso, Cleono, Argío, Alcátoo, Heleo, Piteo, Trezén, Nicipe, Lisídice, y de una tal Axíoque tuvo a su hijo ilegítimo Crisipo. Los hijos de Pélope, celosos de Crisipo porque era favorecido por su padre, persuadieron junto con su madre a los hijos mayores, Atreo y Tiestes, para que matasen al niño. Así pues lo mataron y lo arrojaron a un pozo. Pélope, sospechando de sus hijos, los maldijo y los expulsó de su patria. Esos habitaban en diferentes lugares; Atreo y Tiestes se establecieron en Macisto en Trifilia».
Durante la Guerra de Troya, los huesos de Pélope fueron llevados a esa ciudad por los griegos, pues un oráculo había dicho que serían capaces de ganar si lo hacían. Por otra parte, en el Altis de Olimpia había un recinto consagrado a Pélope, denominado Pelopio.

## Descendencia de Pélope
| Pelópida           | Hipodamía (madre) | Particularidades |
| ------------------ | ----------------- | --- |
| Alcátoo            | sí                | Rey de Mégara y abuelo de Áyax.                                                                                             |
| Antibia            | s/o               | La esposa de Esténelo según Ferécides, que otros creen hija de Anfidamante.                                                 |
| Argío o Argeo      | sí                | Rey de Amiclas y esposo de Hegesandra.                                                                                      |
| Astidamía          | sí                | Esposa del Perseida Alceo y madre de Anfitrión.                                                                             |
| Atreo              | sí                | Padre homérico de Agamenón y Menelao.                                                                                       |
| Cinosuro           | sí                | Citado en un escolio. |
| Cleones o Cleónimo | sí                | Epónimo de Cleonas. |
| Corinto            | sí                | Epónimo de Corinto. |
| Copreo             | s/o               | Heraldo de Euristeo. |
| Crisipo            | no                | Hijo bastardo, habido por una tal Axíoque, una ninfa innominada, o la ninfa se llamaba Danaida.                             |
| Diante             | si                | Padre de Cleola, la esposa de Plístenes.                                                                                    |
| Dimetes            | s/o               | Citado por Partenio, es citado como el hermano del epónimo Trecén.                                                          |
| Dispontio          | s/o               | Epónimo de Dispontio, otros lo creen hijo de Enómao.                                                                        |
| Epidauro           | s/o               | Epónimo de Epidauro. |
| Eurídice           | s/o               | Esposa de Electrión y madre de Alcmena; la misma que Lisídice.                                                              |
| Escirón            | s/o               | Abuelo de Telamón y Peleo.                                                                                                  |
| Heleo o Eleo       | sí                | Más común como hijo de Perseo y Andrómeda.                                                                                  |
| Hipálcimo          | sí                | Uno de los argonautas. |
| Hípaso             | sí                | Rey de Pelene. |
| Letreo             | s/o               | Citado por Pausanias. |
| Lisídice           | sí                | Esposa del Perseida Electrión y madre de Alcmena.                                                                           |
| Mitilene           | s/o               | Epónima de Mitilene. |
| Nicipe             | sí                | Esposa del Perseida Esténelo y madre de Euristeo.                                                                           |
| Níobe              | no                | En una rara versión tardía Níobe no era hermana de Pélope sino su hija, y que su madre fue la esposa de Zeto o Alalcomeneo. |
| Pélope             | s/o               | Pélope el joven, citado en un escolio.                                                                                      |
| Piteo              | sí                | Rey de Trecén, padre de Etra y abuelo de Teseo. O bien su madre es llamada Día.                                             |
| Plístenes          | s/o               | Citado en un escolio. |
| Sición             | s/o               | Epónimo de Sición. |
| Tiestes            | si                | Padre de Egisto. |
| Trecén             | sí                | Epónimo de Trecén. |